# 兵库大学短期大学部
兵库大学短期大学部（日语：／ Hyōgo Daigaku Tankidaigakubu *），简称兵短，是一所位于日本兵库县加古川市的私立短期大学。

## 概要

### 简介
- 源流成立于1921年[1]。短期大学为于1955年开办[1]、由学校法人睦学园经营、来源于圣德太子的佛教思想[2]。为男女同校[3]从1998年。

### 历史
- 1955年 睦学园女子短期大学成立并同时设置两个学科即保育科第二部[注 1][4]。
- 1957年 第一部成立于保育科[1][4]。
- 1966年 改校名为兵库女子短期大学、三个学科成立[4][1]
  - 设计科：改名为设计美术学科于1978年
  - 食物营养科
  - 家政科：改名为生活科学科于1991年（以后招生到于2000年、停办于2002年）[1]
- 1968年 第三部成立于家政科：改名为生活科学科第三部于1991年（以后招生到于2000年、停办于2002年）[1]。
- 1969年 两个学科改名为[4][1]。
  - 食物营养科→食物营养学科[注 5]
  - 家政科→家政学科
- 1970年 一个学科即初等教育学科成立（招生到于1994年、停办于1996年）[1]。
- 1971年 第三部成立于保育科[1]。
- 1992年 三个专攻成立、以下列举[1]。
  - 美术设计专攻
  - 生活科学专攻
  - 食物营养专攻
- 1998年 改校名为兵库大学短期大学部、开始招収男学生[1]。
- 2002年 美术设计学科分离为两个课程、以下列举[1]。
  - 第一部（但招生到于2009年、停办于2011年[4]）
  - 第三部（但招生到于2007年、停办于2010年[4]）
- 2003年 保育专攻成立于专科[1]。

### 宪章
- 请参看兵库大学短期大学部的标志 （日語） 2014年2月15日阅览。

## 学校环境
- 校区：在兵库县加古川市

## 历任校长
- 三浦隆则：现在短期大学校长[2]

## 组织

### 学科
- 保育科
  - 第一部
  - 第二部[注 1]
  - 第三部
- 美术设计科
  - 第一部[注 2]
  - 第三部[注 3][注 4]
- 食物营养学科[注 5]
- 生活科学科[注 5]
  - 第一部[注 5]
  - 第三部[注 5]
  - 初等教育学科[注 6]

### 专科
| - 美术设计专攻 - 生活科学专攻 - 食物营养专攻 - 保育专攻 |

### 业余课程
| - 没有 |

### 附属学校
| - 前兵库女子短期大学附属加古川幼儿园：成立于1967年 |

## 相关链接
- 日本短期大学列表